# 7322 Lavrentina
7322 Lavrentina eller 1979 SW2 är en asteroid i huvudbältet som upptäcktes den 22 september 1979 av den rysk-sovjetiske astronomen Nikolaj Tjernych vid Krims astrofysiska observatorium på Krim. Den har fått sitt namn efter den sovjetiske matematikern Michail Lavrentjev (1900–1980).
Asteroiden har en diameter på ungefär femton kilometer.